# 夏利里拉家族
夏利里拉家族是一個源自英屬印度信德族的香港富豪家族。
「夏利里拉」這個姓氏只在香港出現，起源於尼雲斯的父母名字。根據週刊的訪問，當年尼雲斯從英屬印度來香港打工，母親不幸在家鄉病逝，而當地的家人在未等及尼雲斯回鄉就急忙把她火化，使尼雲斯非常不滿。  因此，尼雲斯決定把父、母親的名字（Haribai 和 Lilaram） 合成一個新的姓氏，並從此成為其家族的姓氏。其家族大宅內設有傳統宗教廟堂，信奉印度教及基督教等各宗教的家族人士均可入內。
1996年，夏利萊及夏加利兄弟二人成為香港特別行政區第一屆政府推選委員會成員。
夏利萊及夏加利兄弟二人先後擔任尼日尔駐香港名譽領事。 2006年11月，夏加利成為香港旅遊發展局成員。 夏利博及夏偉基父子二人分別擔任马尔代夫駐香港名譽領事及名譽副領事。 夏雅朗先後出任方便營商諮詢委員會（方諮會）非官方委員、亞太經合組織商貿諮詢理事會中國香港替補代表、審查貪污舉報諮詢委員會非官方委員、團結香港基金參事、以及香港總商會主席。

## 家族成員
- Naraindas Harilela（尼雲斯） （本名 Naroomal Lilaram Mirchandani） = 妻 Devibai Harilela
  - 夏佐治（George Harilela） = 妻 Chandra Harilela
    - 夏大衛（David Harilela） = 妻 Avisha Harilela

  - 夏利萊（Hari Harilela） = 妻 Padma Harilela
    - 夏雅朗（Aron Harilela） = 妻 Laura Harilela

  - Peter Harilela（彼得） = 妻 Jyoti Harilela
  - 夏利博（Bob Naroomal Harilela） = 妻 Sushila Harilela
    - 夏偉基律師 （Vijay Harilela）[21][22] = 前妻 Sophia Harilela[23]
    - Mahesh Harilela = 妻 Reyna Harilela

  - 夏加利（Gary Naroomal Harilela） = 妻 Kamal Harilela
    - Raju Harilela

  - Rani Harilela（蘭妮）
  - 夏寶漢（Mike Harilela） = 妻 Kamilla Harilela
  - Sandee Sati Harilela（莎蒂）

## 以家族姓氏命名的建築物
- 九龍塘窩打老道150-152號 （對衡道1號） 夏利萊大宅（Harilela Mansion）
- 尖沙咀彌敦道81號 喜利大廈（Harilela Mansion），1965年落成
- 中環雲咸街79號 夏利里拉行（Harilela House），1966年落成
- 葵涌葵盛圍310號 保良局夏利萊博士伉儷綜合復康中心（Po Leung Kuk Padma & Hari Harilela Integrated Rehabilitation Centre）
- 倫敦贝尔格莱维亚 The Hari 酒店 （The Harilela Group 旗下）[24]